# ورزشگاه تربیت بدنی دانشگاه تهران
ورزشگاه دانشگاه تهران یک ورزشگاه فوتبال در شهر تهران است. این ورزشگاه در مالکیت دانشگاه تهران است و در خیابان امیرآباد (کارگر شمالی) روبروی کوی دانشگاه تهران جای گرفته است و دارای گنجایش ۲۰٬۰۰۰ تماشاگر است.
در سال ۱۳۸۹ توافقاتی انجام شده بود که باشگاه فوتبال نفت تهران این ورزشگاه را به عنوان ورزشگاه خانگی معرفی کند و بازی‌های خانگی  را در این ورزشگاه انجام دهد. اما به دلیل محدودیت‌های قانونی ورود نیروی انتظامی به دانشگاه نتوانست دیدارهای خود را در آنجا برگزار کند.
همچنین در سال ۱۳۸۴، گردهمایی انتخاباتی هواداران دکتر معین برای دور اول نهمین دوره انتخابات ریاست جمهوری نیز در همین ورزشگاه برگزار شد.